# William Brodrick (7e vicomte Midleton)
Pour les articles homonymes, voir William Brodrick (homonymie) et Brodrick.
William John Brodrick, 7e vicomte Midleton (8 juillet 1798 - 29 août 1870) est un pair irlandais et un membre du clergé anglican.

## Biographie
Il est le deuxième fils de Charles Brodrick, archevêque de Cashel. Lord Midleton est doyen d'Exeter dans l'Église d'Angleterre de 1863 à 1867 et aumônier honoraire de la reine. Il est vicomte Mideleton de 1863 à 1870, succédant à son frère aîné Charles Brodrick (6e vicomte Midleton). Il est remplacé par son fils William Brodrick (8e vicomte Midleton)